# Ái mộ nội y

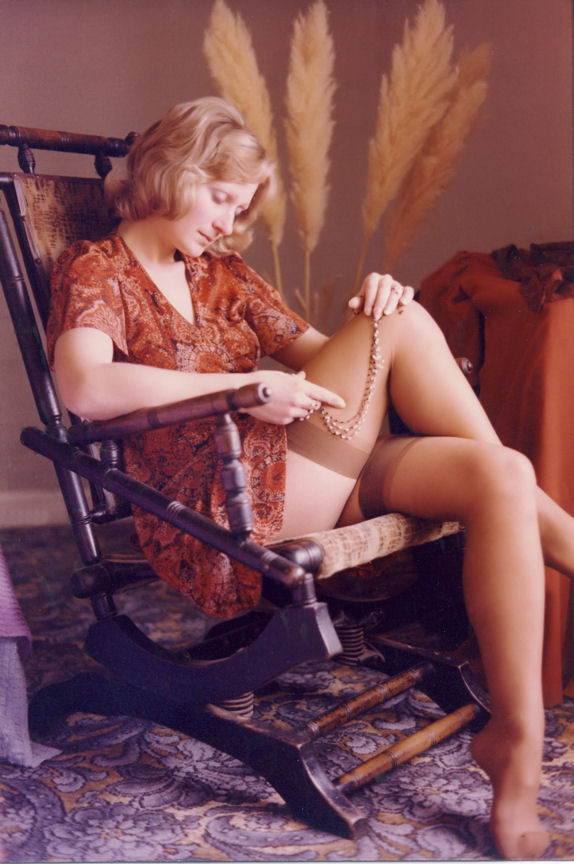
Một hình thức ái mộ đồ lót liên quan đến vớ.

Ái mộ nội y hay ái mộ đồ lót là một dạng ái mộ tình dục liên quan đến đồ lót, đề cập đến mối bận tâm về sự hưng phấn tình dục đối với một số loại đồ lót, bao gồm quần lót, tất, quần tất, áo ngực hoặc các đồ vật khác. Một số người có thể cảm thấy hưng phấn tình dục khi mặc chúng, trong khi một số khác lại cảm thấy phấn khích khi quan sát, chạm hoặc ngửi đồ lót người khác đã mặc, hoặc xem ai đó mặc đồ lót hoặc cởi nó ra.
Sự ái mộ đồ lót không được coi là lệch lạc tình dục trừ phi nó gây ra vướng mắc hoặc vấn đề nghiêm trọng cho người đó hoặc những người liên quan.

## Tỷ lệ phổ biến
Để xác định sự phổ biến tương đối của các xu hướng tình dục lệch lạc khác nhau, các nhà nghiên cứu Ý đã thu thập một mẫu quốc tế gồm 5.000 người từ 381 nhóm thảo luận về chủ đề xu hướng tình dục. Sự phổ biến tương đối được ước tính dựa trên (a) số lượng các nhóm dành riêng cho một xu hướng tình dục cụ thể, (b) số lượng các cá nhân tham gia vào những nhóm này và (c) số lượng tin nhắn trao đổi. Trong mẫu nhân lượng này (mẫu người trưởng thành tham gia thảo luận về tình dục trực tuyến), 12% cho biết có sở thích tình dục về đồ lót.
Tại Singapore, có một phần nhỏ nam giới dường như có sở thích đánh cắp đồ lót phụ nữ từ ngoài nơi ở của họ. Ví dụ, vào tháng 6 năm 2020, một người đàn ông đã bị bỏ tù vì đánh cắp đồ lót trong thời gian giãn cách xã hội do COVID-19.

## Quần lót

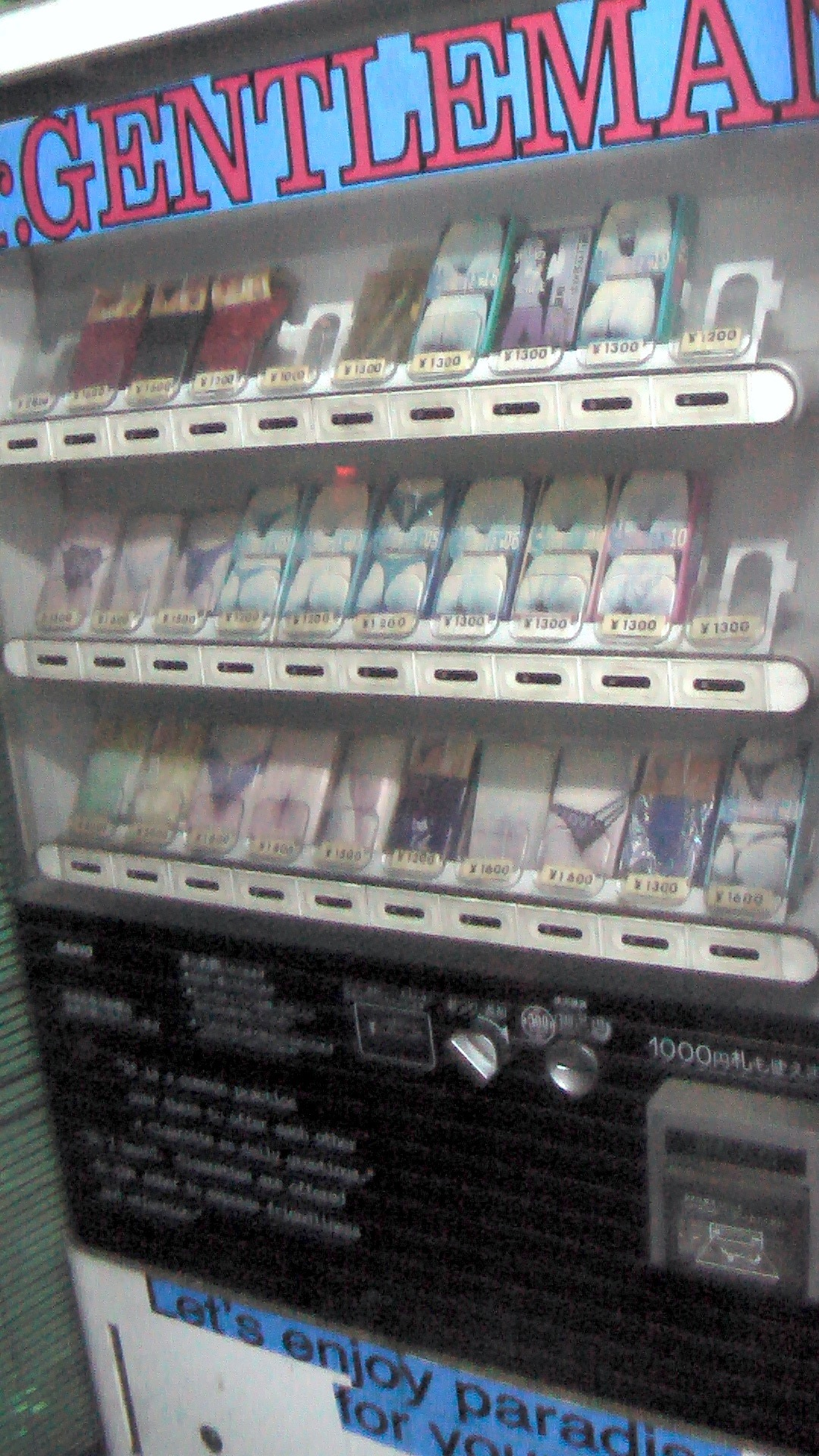
Máy bán hàng tự động Nhật Bản kinh doanh quần lót đã qua sử dụng cho mục đích burusera

Ái mộ tình dục liên quan đến đồ lót là một fetish mà một người tình dục hoá quần lót (hoặc các loại đồ lót tương tự) thành đối tượng kích thích hưng phấn.
Ở Nhật Bản, một hình thức phổ biến đó là sở thích đồ lót đã qua sử dụng; ngành công nghiệp này đã có mặt lâu đời với các cửa hàng thực tế, được biết đến qua tên gọi cửa hàng burusera.

## Tất và quần tất

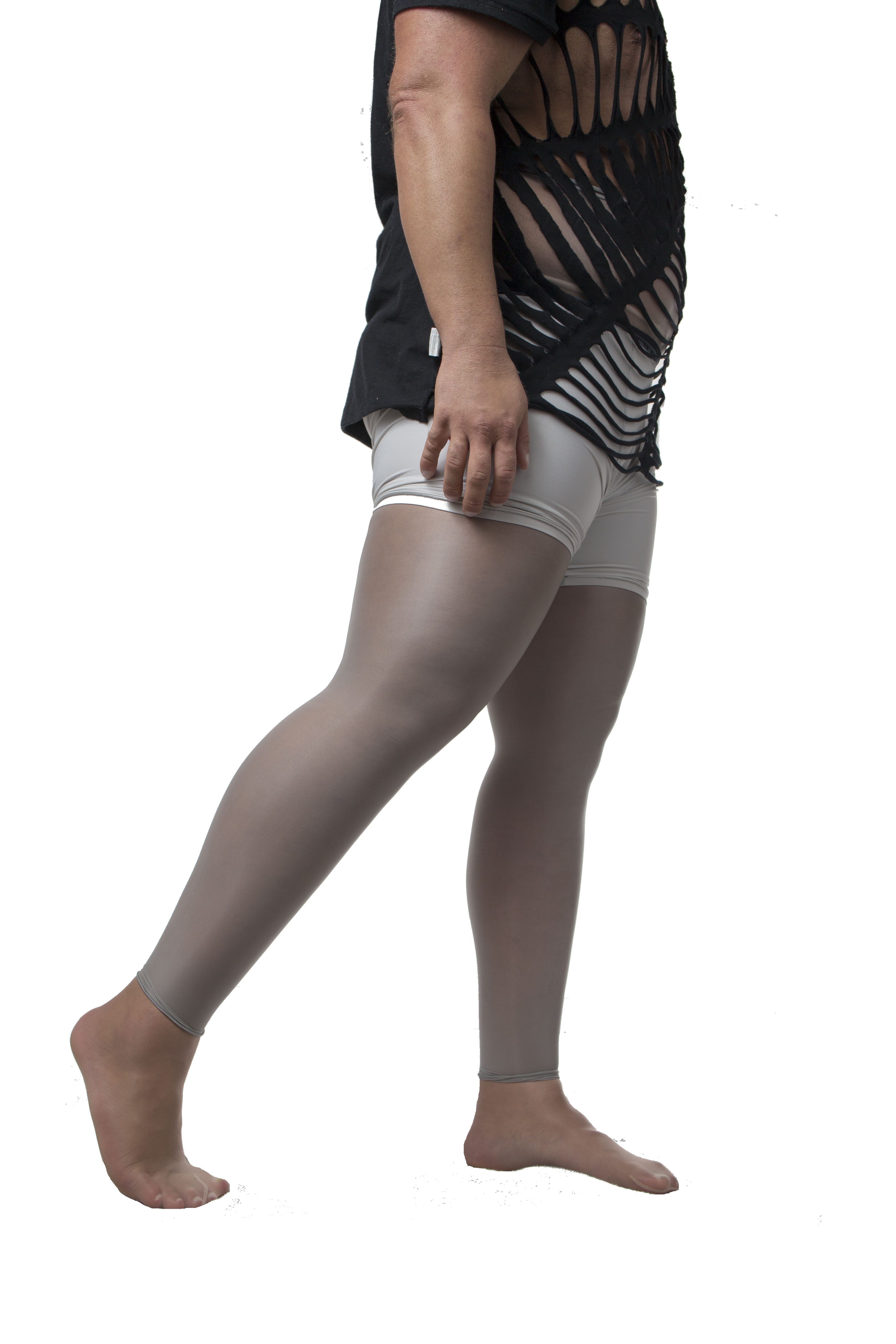
Một người đàn ông mặc quần tất màu da nude và legging nylon

Một số người có trải nghiệm kích thích tình dục từ việc nhìn hoặc cảm nhận tất và quần tất của phụ nữ.
Xu hướng tình dục liên quan đến tất có thể bao gồm các loại trang phục nữ khác, góp phần tăng cường trí tưởng tượng. Một số nam giới cảm thấy hứng thú khi sưu tập và mặc quần tất, quần lót và đai garter belt. Trong một số trường hợp, việc này được thực hiện với mục đích kích thích tình dục trong khoảnh khắc tạm thời. Có những người lại mặc nguyên một bộ kết hợp hoàn chỉnh như vậy bên dưới quần hoặc dưới một bộ vest hàng ngày thông thường.
Sự phát triển của việc mua sắm trực tuyến đã giúp nam giới có thể duyệt qua nhiều loại đồ lót khác nhau một cách ẩn danh, và một số nhà sản xuất và nhà bán lẻ chuyên về đồ lót và trang phục nữ liên quan hỗ trợ phục vụ nhu cầu cho những nam giới quan tâm đến việc sở hữu và mặc những loại trang phục này.
Những người có xu hướng tình dục như vậy cũng có thể được chia thành nhiều tiểu hạng liên quan đến sự hấp dẫn của họ đối với một số loại vớ/quần tất cụ thể. Một số người cảm thấy quần tất lưới hấp dẫn hơn so với các loại khác. Các sở thích khác bao gồm vớ dệt đúc (seamed) hoàn chỉnh, vớ không đường may, vớ hàng hiệu, vớ xa xỉ, vớ có gót và ngón chân gia cường (RHT), vớ tự dính, v.v..

## Lụa và satin
Một số người có trải nghiệm kích thích tình dục từ việc nhìn hoặc cảm nhận các vật làm từ chất liệu lụa hoặc satin. Sự quan tâm thường được hướng đến người mặc áo lụa hoặc satin là chính, nhưng cũng có thể được hướng đến bản thân bộ đồ, hoặc đến cảm giác của bộ đồ khi mặc.
Các chất liệu chính được coi là gợi dục là lụa charmeuse (lụa được dệt sao cho nó có vẻ bóng sheen) và satin (như satin axetat và satin rayon), nhưng các chất liệu khác có tính chất tương tự như polyester và spandex cũng được ngưỡng mộ.

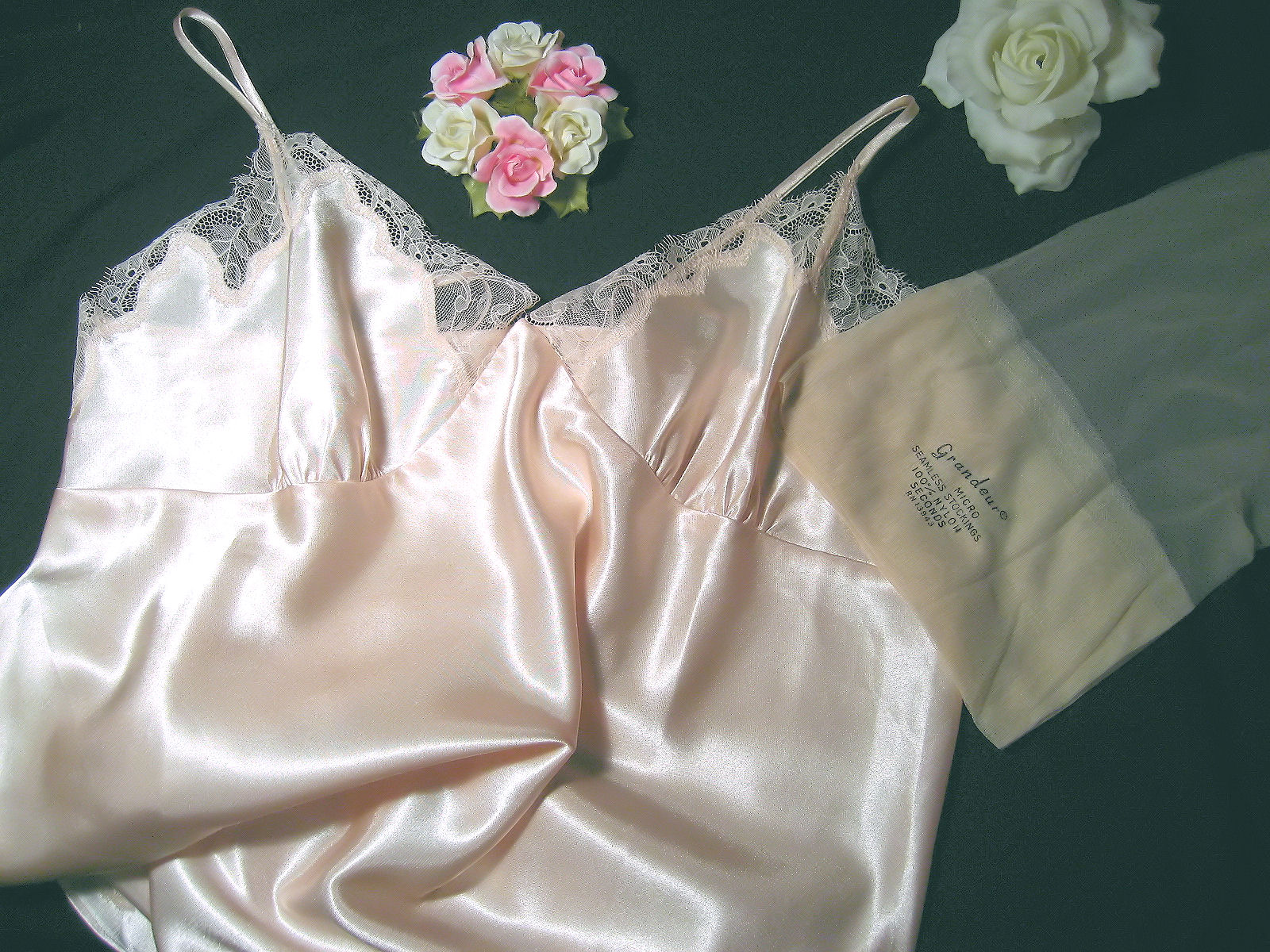
Tất làm từ lụa và váy lót.

## Jockstrap
Xu hướng tình dục liên quan đến jockstrap (loại quần áo lót thể thao nam) là thuật ngữ được áp dụng để chỉ sự kích thích tình dục từ việc cầm nắm, mặc một chiếc jockstrap, quan sát người khác mặc nó, hoặc ngửi một chiếc jockstrap. Việc ngửi jockstrap ám chỉ một cách cụ thể đến việc việc hít ngửi mùi cơ thể từ những chiếc jockstrap chưa được giặt sạch với mục đích kích thích tình dục. Những người thực hành (thường là nam giới) được biết đến trong tiếng Anh là jock sniffer, họ có được những chiếc jockstrap chưa được giặt sạch thông qua việc trao đổi các loại trang phục như vậy với những người có sở thích tương tự hoặc lấy chúng từ phòng thay đồ, tủ đựng đồ hoặc túi thể dục/túi gym vô chủ.